# Michael Behe

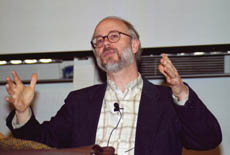
Michael Behe

Michael J. Behe (Altoona, 18 januari 1952) is een Amerikaans biochemicus en aanhanger van intelligent design.
Behe is hoogleraar in de biochemie aan de Lehigh University in Pennsylvania. Hij bedacht het idee van onherleidbare complexiteit (irreducible complexity) dat stelt dat bepaalde structuren op biochemisch niveau te complex zijn om verklaard te kunnen worden met behulp van evolutionaire mechanismen. Dit idee wordt tegengesproken door andere wetenschappers en in een gerechtelijke uitspraak (zie alinea Kitzmiller versus Dover).

## Levensloop
Behe groeide op in Harrisburg (Pennsylvania), waar hij werd onderwezen aan de St. Margaret Mary's Parochial School en de Bishop McDevitt High School. Met een Bachelor of Science studeerde hij in 1974 af in de scheikunde aan de Drexel University. Hij promoveerde in 1978 in de biochemie aan de Universiteit van Pennsylvania met zijn proefschrift over sikkelcelanemie. Van 1978 tot 1982 deed hij postdoctoraal werk over de structuur van DNA aan de National Institutes of Health. Van 1982 tot 1985 was hij assistent-professor in de chemie aan Queens College in New York waar hij ook zijn vrouw, Celeste, leerde kennen. In 1985 ging hij naar Lehigh University. Hij rondde een opleiding tot professor in de biochemie af.

## Wetenschappelijke waardering
De beweringen van Behe over onherleidbare complexiteit worden sterk verworpen door de wetenschappelijke gemeenschap. Het Departement of Biological Sciences van de Lehigh University publiceerde een officieel standpunt waarin zij verklaarden:
While we respect Prof. Behe's right to express his views, they are his alone and are in no way endorsed by the department. It is our collective position that intelligent design has no basis in science, has not been tested experimentally, and should not be regarded as scientific.
Vertaald:
Alhoewel wij het recht van professor Behe om zijn opvattingen naar buiten te brengen respecteren, zijn het zijn opvattingen en worden die in geen enkel geval onderschreven door de faculteit. Ons gemeenschappelijk standpunt is dat intelligent design geen wetenschappelijke grondslag heeft, niet door middel van experimenten is getest en niet als wetenschappelijk behoort te worden beschouwd.
Zijn opmerkingen over intelligent design worden ook gezien als pseudowetenschap.

## Kitzmiller versus Dover
Behe diende in 2005 als getuige-deskundige voor de beklaagden in de rechtszaak Kitzmiller versus Dover Area School District. Elf ouders van leerlingen op de school, spanden die zaak aan tegen het schoolbestuur. Dat wilde de onderwijsstaf verplichten de leerlingen te leren dat de evolutieleer 'maar één theorie' was, 'net als het scheppingsverhaal en intelligent design'. De verdediging - en Behe - verloor de zaak. De rechter beoordeelde intelligent design als gecamoufleerde religie, geen wetenschap. Behe gaf onder meer toe aan de rechter dat er nog nooit iemand een peer-reviewed artikel wist te schrijven over een wetenschappelijk getest argument ten gunste van intelligent design.
De rechter oordeelde tevens dat Behe's hypothese van onherleidbare complexiteit voldoende wetenschappelijk weerlegd was door andere wetenschappers. Bovendien zou een eventueel argument tégen de evolutieleer niet automatisch een argument zijn vóór intelligent design.

## Publicaties

### Boeken
- Darwin's Black Box. Free Press, 1996. ISBN 0-684-83493-6
- The Edge of Evolution. Free Press, juni 2007. ISBN 0-743-29620-6
- Science and Evidence for Design in the Universe (Proceedings of the Wethersfield Institute), 25 september 1999. ISBN 0-89870-809-5

### Video's
- Intelligent Design: From the Big Bang to Irreducible Complexity
- Unlocking the Mystery of Life
- Irreducible Complexity: The Biochemical Challenge to Darwinian Theory
- Where Does the Evidence Lead?

- Bibliothèque nationale de France: cb16159653m (data)
- CiNii: DA11402731
- Gemeinsame Normdatei: 133187071
- International Standard Name Identifier: 0000 0001 0996 5501
- Library of Congress Control Number: n96007300
- Nationale Bibliotheek van Letland: 000121723
- Bibliotheek van het Japanse parlement: 00720359
- Nationale Bibliotheek van Tsjechië: xx0088309
- Nationale Bibliotheek van Israël: 987007311899205171
- Nederlandse Thesaurus van Auteursnamen: 153582189
- Système universitaire de documentation: 137566751
- Virtual International Authority File: 85887686
- WorldCat: E39PBJgXfVGYr3mdgMV8g6Vt8C